# 冯河乡
冯河乡，是中华人民共和国四川省绵阳市盐亭县曾经下辖的一个乡。2019年12月，撤销双碑乡和冯河乡，设立莲花湖乡，以原双碑乡和原冯河乡冯家河社区、新房村、李家村、罗观村、弥勒村、岱场村、武圣村、金狮村、兴隆村、东莲村所属行政区域为莲花湖乡的行政区域，原冯河乡尖子村所属行政区域划归大兴回族乡管辖。

## 行政区划
冯河乡撤销前下辖以下地区：
鲜家村、新房村、罗观村、岱场村、尖子村、李家村、兴隆村、弥勒村、武圣村、金狮村、东岳村、金莲村和白猴堂村。